# Residens
En residens er en bolig for en konge eller en regentby. 
I diplomatiet: en ambassadørs tjenestebolig. Ordet ligner begrebet Kongsgård.